# Любовта никога не умира
„Любовта никога не умира“ (на испански: El amor nunca muere) е мексиканска теленовела, режисирана от Алфредо Салданя и продуцирана от Ернесто Алонсо за Телевиса през 1982 г. Историята е адаптирана от Виоланте Виямил въз основа на Лъжата, оригинална теленовела от Каридад Браво Адамс.
Участие вземат актьорите Кристиан Бах и Франк Моро, а в отрицателните – Силвия Паскел и Ребека Джонс. Специално участие вземат Аарон Ернан и Емилия Каранса.

## Сюжет
Сесилия и Каролина са братовчедки, влюбени в един и същи мъж – Рикардо Монтеро, който търси мини, за да забогатее. Скоро Каролина започва връзка с Рикардо, но в крайна сметка го убива след спор и решава да манипулира местопрестъплението, така че всички да повярват, че той се е самоубил.
Гилермо, братовчед на Рикардо, пристига в града, когато разбира какво се е случило. Пренебрегвайки слуховете на хората, той погрешно вярва, че Сесилия е отговорна за смъртта на Рикардо, така че се заема да ѝ отмъсти. За да направи това, той решава да я прелъсти и след това да се ожени за нея, да превърне живота ѝ в ад и накрая да я убие.

## Актьори
- Кристиан Бах – Сесилия Ромо-Лареа
- Франк Моро – Гилермо Монтеро
- Силвия Паскел – Каролина Ромо-Лареа
- Ребека Джонс – Мери Ан Даниелс
- Аарон Ернан – Теодоро Ромо-Лареа
- Емилия Каранса – Сара Рендон де Ромо-Лареа
- Оливия Бусио
- Тони Браво – Хосе Белтран
- Марио Сид – Отец Марсиал
- Едуардо Яниес – Алфонсо
- Гилермо Агилар – Дувал
- Лаура Леон – Асусена
- Франсиско Авенданьо – Рикардо
- Фабио Рамирес – Сантяго
- Аурора Кортес – Нана Гуме
- Фернандо Саенс – Рони
- Игнасио Рубиел – Хенаро
- Тито Дуран – Хулио
- Барбара Корсега – Сакук
- Хуан Диего – Тоби
- Антонио Ескобар
- Алехандро Руис
- Енрике Барера Мерино – Уго

## Премиера
Премиерата на Любовта никога не умира е през 1982 г. по El Canal de las Estrellas.

## Награди и номинации
Награди TVyNovelas (1983)
| Категория                            | Номиниран     | Резултат   |
| ------------------------------------ | ------------- | ---------- |
| Най-добра в главна актриса           | Кристиан Бах  | Номинирана |
| Най-добра актриса в отрицателна роля | Силвия Паскел | Печели     |

## Адаптации
- Лъжата (1952), филм, режисиран от Хуан Х. Ортега. С участието на Марга Лопес, Хорхе Мистрал и Джина Кабрера.
- Лъжата (1965), теленовела режисирана и продуцирана от Ернесто Алонсо за Телевиса. С участието на Хулиса, Енрике Лисалде и Фани Кано.
- Calúnia (1966), бразилска теленовела за TV Tupi. С участието на Фернанда Монтенегро, Серхио Кардосо и Хеорхия Хомиде.
- Лъжата (1970), филм, режисиран от Емилио Гомес Муриел. С участието на Хулиса, Енрике Лисалде и Бланка Санчес
- Непростимо (1975), мексиканска теленовела, режисирана от Алфредо Салданя и продуцирана от Ернесто Алонсо за Телевиса. С участието на Ампаро Ривейес, Армандо Силвестре и Рохелио Гера.
- Лъжата (1998), мексиканска теленовела, продуцирана от Карлос Сотомайор за Телевиса. С участието на Кейт дел Кастийо, Гай Екер и Карла Алварес.
- Клетва за отмъщение (2008), американска теленовела, продуцирана за Телемундо. С участието на Наталия Страйгнард, Освалдо Риос и Доминика Палета.
- Когато се влюбиш (2010), мексиканска теленовела, продуцирана от Карлос Морено за Телевиса. С участието на Силвия Наваро, Хуан Солер и Джесика Кох.
- Coraçőes Feridos (2010, излъчена през 2012), бразилска теленовела за SBT. С участието на Патрисия Барос, Флавио Толесани и Синтия Фалабела.
- Непростимо (2015), мексиканска теленовела, продуцирана от Салвадор Мехия за Телевиса. С участието на Ана Бренда Контрерас, Иван Санчес и Гретел Валдес.